# Осовец-Твердза
Осовец-Твердза (Осовец-Крепость; пол. Osowiec-Twierdza) — деревня в Польше, входит в Подляское воеводство, Монькский повят, гмина Гонёндз на реке Бебжа, в 50 км от г. Белосток. В деревне расположена администрация Бебжанского национального парка. Известна благодаря одноимённой крепости.

## История

### Название
Название Осовец этимологически означает пустынное, брошенное, мрачное место, где среди лесных деревьев преобладали осины. Это значение отражено и в названии соседней (в 6 км) деревни Осовец, лежащей на правом берегу реки Бебжи. С 1998 года посёлок называется Осовец-Kрепость.
Люди населяют окрестности этого поселения с доисторических времён. Эти области принадлежали полесянам (одному из племён ятвягов), обитавшим на правом берегу реки Бебжи и в лесах и болотах вдоль реки Элк. Поселение в этом месте, известное как деревня Oкpaca, существовало до 1444 года. Местность обязана дальнейшим развитием литовскому подканцлеру Станиславу Щуке, который построил мост через реку Бебжу и основал таможню. В 1743 году Осовец получил статус города и был переименован в Mapцинполь, где были основаны две корчмы. В 1827 году он потерял городские права.
В 1880-х годах была построена железнодорожная линия Белосток — Элк — Кёнигсберг, проходящая через Осовец. В период 1882—1892 в Осовце русской армией была построена крепость. Строительство укреплений продолжалось до начала Первой мировой войны.
Немецкой 8-й армии в ходе первого штурма крепости с 29 января по 6 февраля 1915 не удалось прорвать оборону, гарнизон крепости Осовец успешно защищался. Помощь оказывали войска, дислоцированные в Довнapaх (Довнары), и 16-я пехотная дивизия в Белостоке. В ходе второго штурма в феврале-марте 1915 года немцы использовали специально переброшенные под Осовец 4 осадные мортиры «Шкода» калибра 305 мм. Сверху крепость бомбили немецкие аэропланы. Несмотря на большие потери в результате обстрела артиллерией, который был наиболее интенсивным 14-16 февраля и 25 февраля — 5 марта 1915 г. и привёл к многочисленным пожарам внутри крепости, русские укрепления выстояли. Более того, огнём русских батарей был уничтожен ряд осадных орудий, в том числе две «Большие Берты». После того, как несколько мортир крупнейшего калибра было повреждено, германское командование отвело эти орудия вне пределов досягаемости защиты крепости. Эта неудача вынудила командование германской армии перейти и на этом участке фронта к позиционным действиям, которые продолжались до начала июля. В ходе боевых действий погибло около 2 000 русских солдат. В начале июля 1915 г. под командованием фельдмаршала фон Гинденбурга германские войска начали широкомасштабное наступление. Его частью был и новый (третий) штурм всё ещё непокорённой крепости Осовец. В конце апреля немцы нанесли очередной мощный удар в Восточной Пруссии и в начале мая 1915 года прорвали русский фронт в районе Мемеля-Либавы. В мае германо-австрийским войскам, сосредоточившим превосходящие силы в районе Горлице, удалось прорвать русский фронт (см.: Горлицкий прорыв) в Галиции. После этого, чтобы избежать окружения, началось общее стратегическое отступление русской армии из Галиции и Польши. К августу 1915 года, в связи с изменениями на Западном фронте, стратегическая необходимость в обороне крепости потеряла всякий смысл. В связи с этим верховным командованием русской армии было принято решение прекратить оборонительные бои и эвакуировать гарнизон крепости. 18 августа 1915 г. началась эвакуация гарнизона, которая проходила без паники, в соответствии с планами. Все, что невозможно было вывезти, а также уцелевшие укрепления были взорваны сапёрами. В процессе отступления русские войска, по возможности, организовывали эвакуацию мирного населения. Вывод войск из крепости закончился 22 августа. 25 августа немецкие войска вошли в пустую, разрушенную крепость.
Во время Второй мировой войны боевых действий в крепости Осовец не было. В соответствии с Германо-советским договором о ненападении от 25 сентября 1939 силы вермахта оставили Осовец Красной Армии. После начала Великой Отечественной войны Красная Армия оставила Осовец 27 июня 1941 г.

## Фотографии

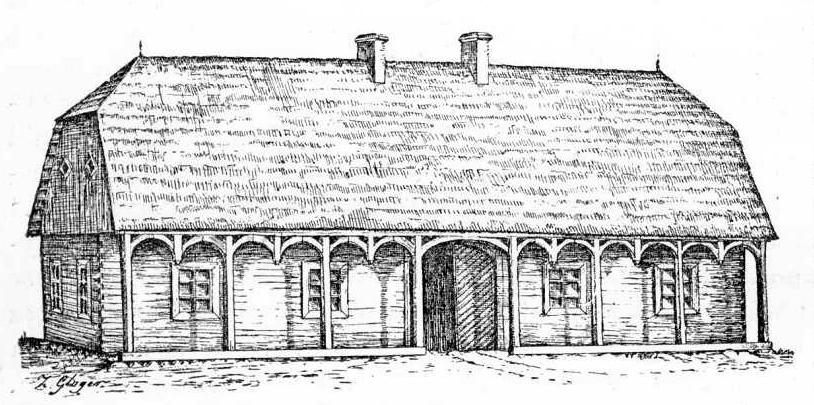
Осовец. Гостиница XVIII века (иллюстрация З. Глогера, «Энциклопедия Старопольская»)
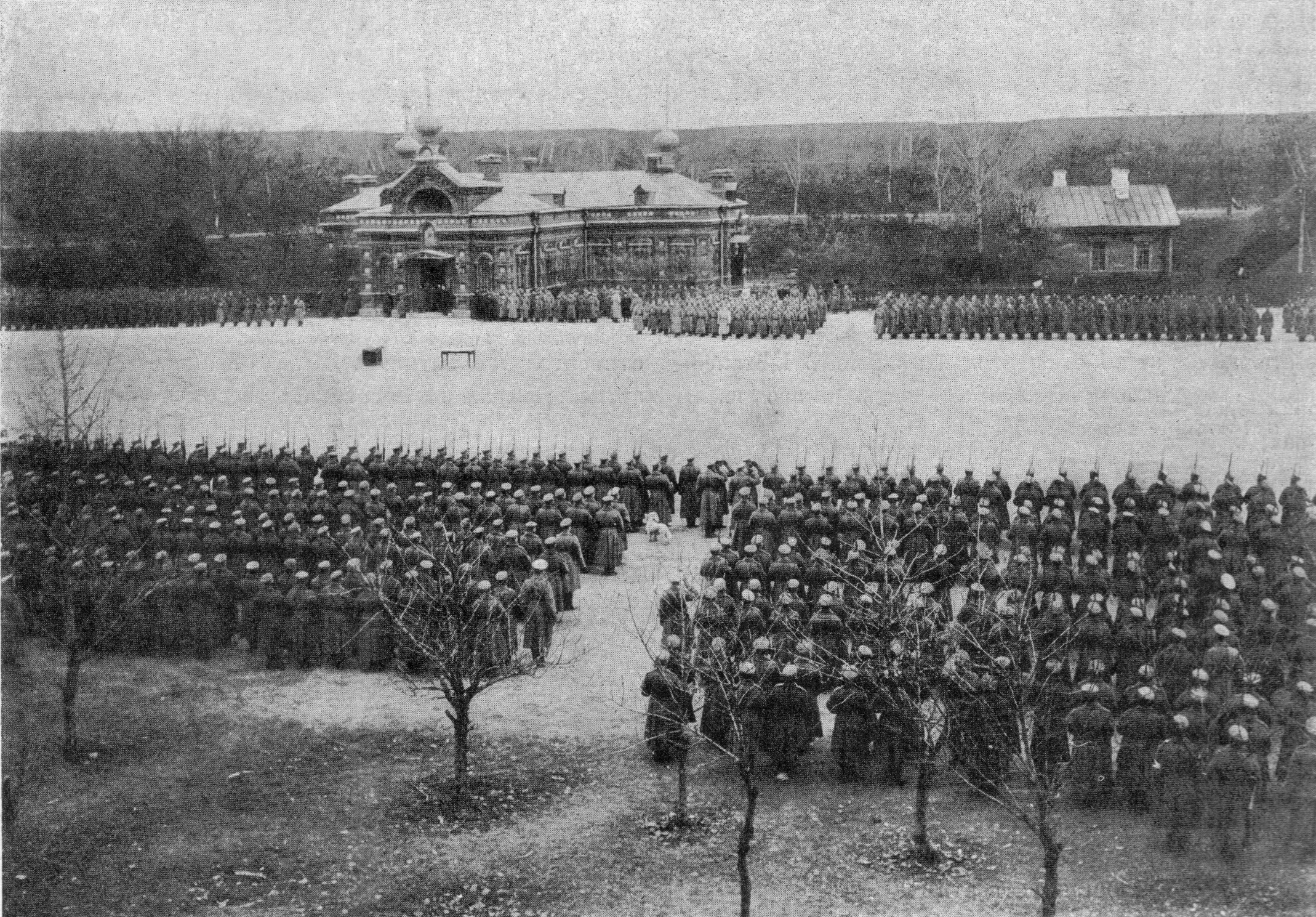
Крепость Осовец. Форт № 1. Военный апелляционный суд — Владимирский 61-й пехотный полк
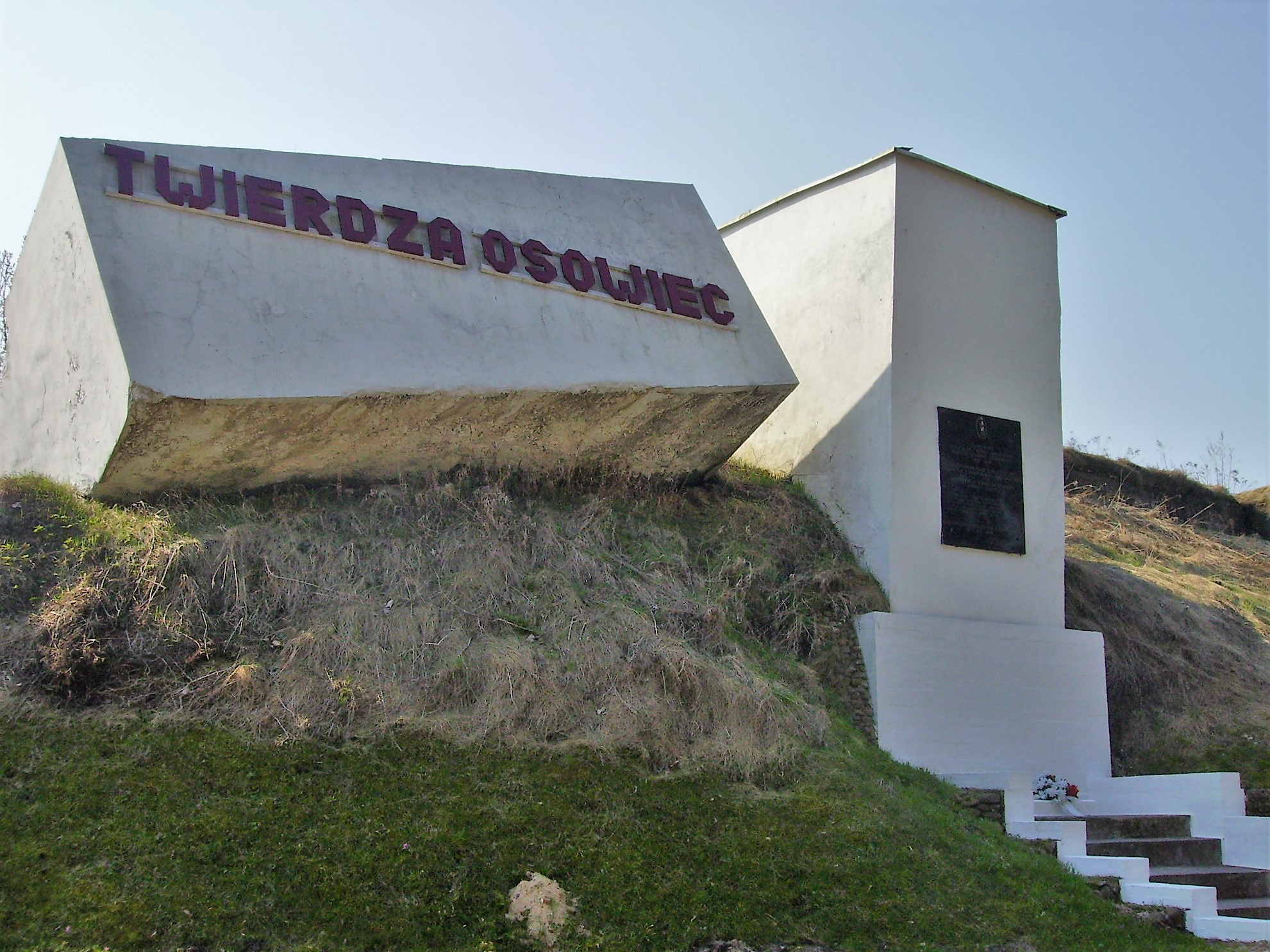
Крепость Осовец. Памятник
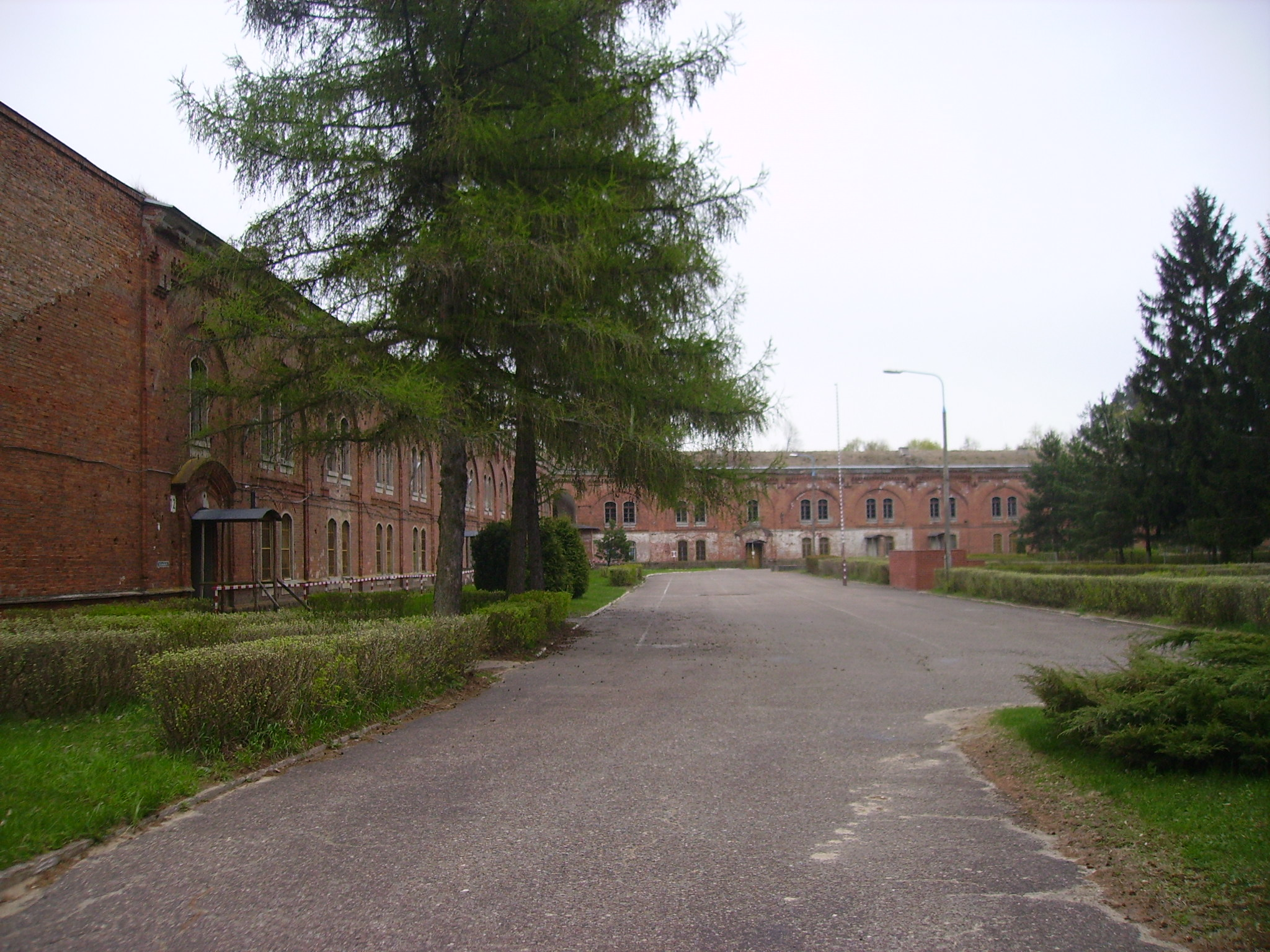
Крепость Осовец. Форт № 1 — Казарма 2010 г.
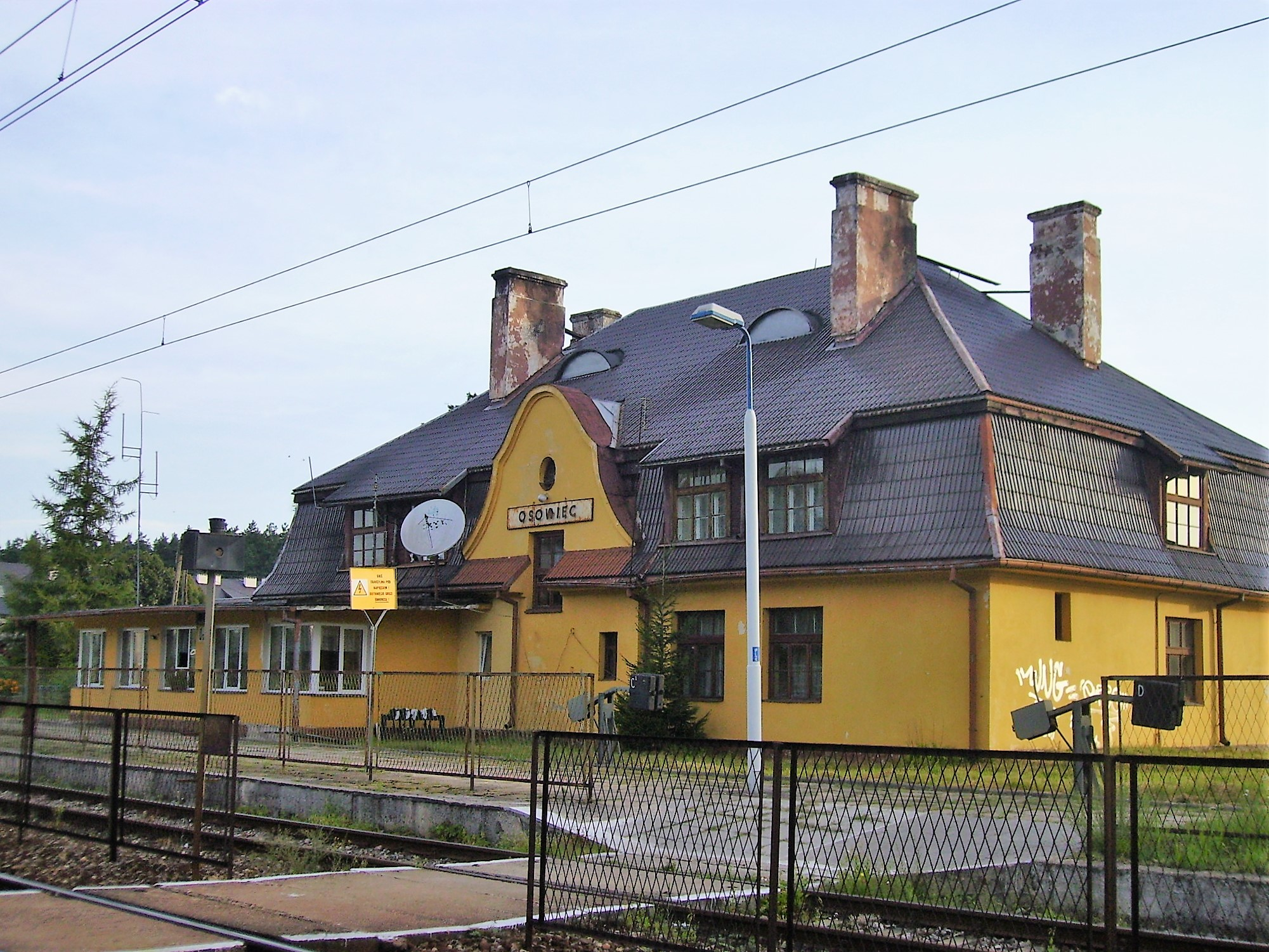
Осовец-Крепость. Вокзал
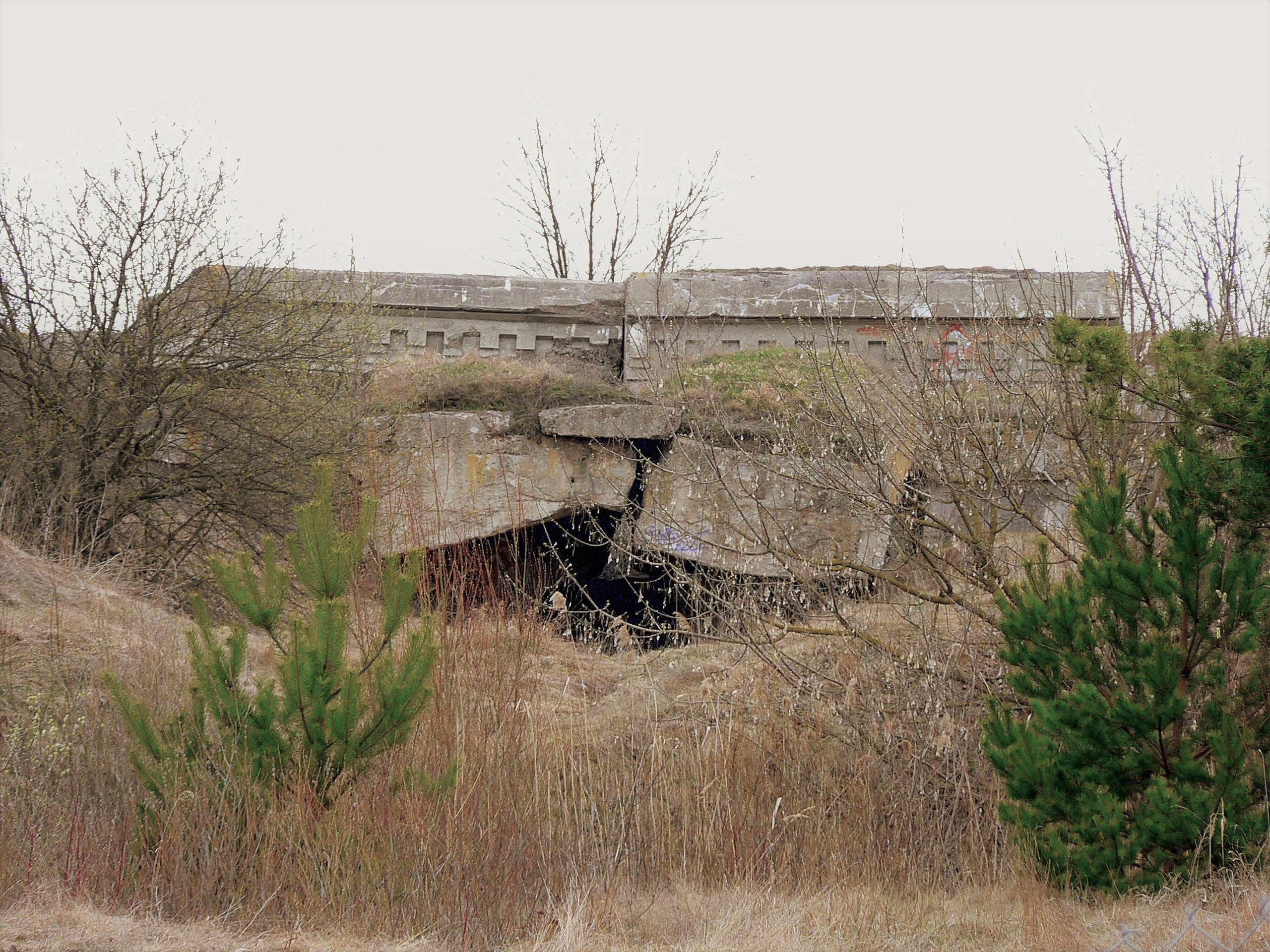
Руины 2-го форта крепости Осовец